# تریسیا لی فیشر
تریسیا لی فیشر (انگلیسی: Tricia Leigh Fisher؛ زادهٔ ۲۶ دسامبر ۱۹۶۸) یک هنرپیشه، و خواننده اهل ایالات متحده آمریکا است. وی از سال ۱۹۸۵ میلادی تاکنون مشغول فعالیت بوده‌است.او در فیلم هر کاری خواهم کرد و باهوش زیبا بازی کرده است.